# Вукица Митровић
Вукосава Вукица Митровић Хабуш — Шуња (Свети Стефан, код Будве, 28. децембар 1912 — Јајинци, код Београда, 17. децембар 1941) била је револуционарка, учесница Народноослободилачке борбе и народни херој Југославије.
Потицала је из револуционарне породице Митровић. Основну школу и нижу гимназију завршила је на Светом Стефану и Котору, а потом на Цетињу два разреда Учитељске школе. Године 1932. се са породицом преселила у Београд, где се запослила се као дактилографкиња, а потом као текстилна радница. Посредством старијег брата Стефана, који је током студија постао комуниста, укључила се у комунистички покрет.
Била је ангажована око излажења партијског листа Комунист, због чега је октобра 1933. примљена у чланство Комунистичке партије. Због партијског рада, ухапшена је априла 1935. и подвргнута мучењима у полицији. Како иследницима ништа није признала, на суд је ослобођена усред недостатка доказа. Крајем године је отишла у Совјетски Савез, где је у Москви похађала Међународну лењинску школу.
Почетком 1936. се ангажовала у синдикату текстилаца, а крајем године је радила на обнављању партијске организације у Београду. Од марта 1937. је била секретар Месног комитета КПЈ за Београд, а од маја исте године члан новоформираног Покрајинског комитета КПЈ за Србију, по чијем је задатку одлазила у Ниш, Ваљево и друга места по Србији. Крајем 1937. и почетком 1938. била је један од организатора штрајка текстилних радника у Београду, као и демонстрација одржаних 14. децембра 1939. године. На Петој покрајинској конференцији КПЈ за Србију, 1940. изабрана је за члана Секретаријата Покрајинског комитета.
Након окупације Југославије, радила је на организовању Народноослободилачког покрета у Београду. По специјалном задатку ПК КПЈ за Србију одржавала је везу са Јанком Јанковићем, службеником Специјалне полиције. Почетком октобра 1941. приликом одласка на састанак са Давидом Пајићем, била је ухапшена, а Пајић убијен. Као позната комунисткиња, у Специјалној полицији је мучена и суочавана са братом Ратком, али иследницима ништа није рекла. Осуђена је на смрт 16. децембра и пребачена у логор на Бањици, где је донета на носилима, јер су јој обе ноге биле поломљене. Стрељана је 17. децембра 1941. у Јајинцима, заједно са групом ухапшених чланова Месног комитета.
У току Народноослободилачког рата погинуо је и њен супруг Андрија Хабуш, као и браћа Никола, Ратко и Вељко и сестра Лепа. За народног хероја проглашена је 9. маја 1945. године.

## Биографија
Рођена је 28. децембра 1912. на Светом Стефану, код Будве. Потицала је из револуционарне породице Митровић. Њени родитељи, отац Иво и мајка Иваница, рођена Дабковић, имали су седморо деце, четири сина — Стефана, Николу, Ратка и Вељка и три ћерке — Вукицу, Лепу и Миру. Вукица је била треће дете по рођењу и прво женско у породици. Њен отац Иво Митровић потицао је из Паштровића, а како је био хром у ногу, отац Нико га је послао на школовање. Учитељску школу је учио на Цетињу и у Задру, а након школовања, вратио се у родно место, где је радио као учитељ. Поред рада са децом у школи, радио је и на просвећивању становништва. Као велики родољуб, након избијања Првог светског рата, заједно са другим Паштровићима, прешао је у Краљевину Црну Гору, где се прикључио добровољцима. Након аустроугарске окупације Црне Горе, 1916. је ухапшен и заточен у затворима у Котору и Херцег Новом, након чега је као „велеиздајник” осуђен на смрт. Казна му је замењена двадесетогодишњом робијом, од које је до ослобођења, у затвору у Марибору, одлежао скоро три године. Након рата радио је као школски надзорник у Котору и на Цетињу, а након одласка у пензију 1932, са породицом се преселио у Београд.
Вукицино најраније детињство, у времену Првог светског рата, било је веома тешко. Њена мајка Иваница остала је сама са четворо мале деце, а велику помоћ породици, пружиле су бабе, по оцу и мајци — Марија и Видосава, као и тетка Марија Дабковић, која је Вукицу волела као своје дете и извесно време одвела код себе кући. У периоду одрастања Вукица је научила да трпи и да тихо прича о својим тегобама и патњама. Након Првог светског рата, крајем 1918. отац Иво се вратио кући, а већ следеће године Вукица је кренула у основну школу. Њој и њеној старијој браћи — Стефану и Николи, учитељ је био њихов отац. Године 1921. породица се преселила у Котор, где је Иво био премештен за школског надзорника. Овде је завршила основну школу и нижу гимназију. Након мале матуре одлучила је да пође очевим стопама, па је уписала Учитељску школу на Цетињу. Након завршеног другог разреда, повредила је ногу, а услед компликација морала је на операцију и дужи опоравак, због чега је прекинула школовање.
Услед лоше материјалне ситуације многочлане породице, која се издржавала само од очеве плате, Иво је након одласка у пензију 1932. донео одлуку да се породица пресели у Београд. Доселили су у Мачванску улицу, на Чубури, а долазак у главни град Краљевине Југославије, омогућио им је лакше могућности за школовање, пошто су тројица браће Митровић студирала — Стефан на Филозофском, Ратко на Правном и Вељко на Медицинском факултету. Како би помогао родитељима у школовању браће и сестара, Нико се запослио као службеник у пошти. По доласку у Београд, Вукица је извесно време наставила Учитељску школу, а како би материјално помогла родитељима, запослила се као дактилографкиња у једном приватном бироу.

### Почетак партијског рада
Децембра 1932. Вукицин најстарији брат Стефан, који је као студент Филозофског факултета припадао револуционарном студентском покрету, ухапшен је због растурања комунистичких летака и осуђен на годину и по дана затвора. Вукица се до тада није пуно интересовала за политику, а носећи храну брату у истражни затвор, упознала се и спријатељила са Радом Ђулић, чији је брат био такође ухапшен као комуниста. Рада је Вукици објашњавала због чега су њихова браћа ухапшена и преко ње је добила прва сазнања о комунизму. Касније је одлазила код ње кући и дружила се са њеном браћом, који су били радници и комунисти. Истовремено, Вукица се упознала са студенткињом Душицом Стефановић, ћерком револуционара и комунисте Лазе Стефановића, преко које се повезала са једном илегалном омладинском ћелијом. На састанцима је запазио Драгутин Чолић, који је тада радио на организовању партијске штампарије, и пошто му је уливала поверење позвао је да сарађује са њим. Тада је добила илегално име Вера.
Заједно са Чолићем, радила је на поновном покретању илегалног партијског листа Комунист. Као поверљива особа, обављала је специјалне задатке. У малим пакетима, преносила је метална слова за штампање, најпре из Дунавске улице на Дорћолу у Сазонову улицу на Врачару, а потом у Карловачку улицу. Када је одштампан први број листа, заједно са две омладинке, учествовала је у његовом растурању — односно ношењу на одређене „јавке” где га је предавала, заједно са другим материјалом. Имала је и своја склоништа, где је чувала партијски и други пропагандни материјал. Поред рада у штампарији, Вукица је Чолићу помагала и у одржавању партијских веза, преносећи поверљиву партијску пошту. На том послу, сусретала се са Благојем Паровићем, чланом привременог руководства КПЈ, који је тада радио на организовању и учвршћивању партијских организација у Београду и Србији. Због свог активног рада, октобра 1933. примљена је у чланство Комунистичке партије Југославије (КПЈ), а након смрти Христифора Ђулића Киће, преузела је руковођење техничким апаратом у илегалној штампарији листа Комунист.

### Хапшење и одлазак у Москву
Априла 1935. полиција је извршила велику „провалу” у партијску организацију Београда, у току које су ухапшена њена два брата Стефан и Ратко, а неколико дана касније, 14. априла, агенти Управе града Београда ухапсили су и Вукицу. Приликом ислеђивања у затвору „Главњача“, полицијски агент Светозар Вујковић показао јој је гомилу партијског материјала, али је она одбила било какву везу са овим материјалом. Потом су је суочили са неколико ухапшених младића, којима је предавала партијски материјал, али је рекла да их не познаје. Агенти Вујковић и Ђорђе Космајац знали су да је Вукица веза преко које могу да открију илегалну комунистичку штампарију и били су упорни. Током ислеђивања су примењивали физичку тортуру — тукли су је говеђом жилом по табанима, чупали јој косу, ланцима везивали руке и ноге и др, а потом и психолошку — пред њом су тукли њену ухапшену браћу, као и ухапшене младиће, али је она одбијала да било шта призна. Након 14 дана и ноћи тортуре, на сва питања је и даље одговарала ћутањем.
Након полицијске тортуре, пребачена је у судски затвор, где је са осталим ухапшенима два и по месеца чекала на суђење, због чега је штрајковала глађу. Током боравка у затвору на Ади Циганлији, са осталим ухапшеницима, који су је пред полицијом теретили, договорила се да на суду оповргну своје исказе и да кажу да су били изнуђени под батинама. Услед недостатка доказа Државни суд за заштиту државе ослободио је Вукицу од оптужби, а међу групом тада ослобођених комуниста налазио се и Веселин Маслеша. Након изласка из затвора, требало јој је дуго времена да се опорави од последица полицијске тортуре. У то време, у Београд је дошла група професора са Сорбоне, која се интересовала за стање и број политичких затвореника у Краљевини Југославији. Другови који су прикупљали податке за професоре, позвали су Вукицу да им лично посведочи о полицијској тортури. Неколико дана касније, полиција је професорима отказала гостопримство у Југославији. Ипак, истина о тортури југословенске полиције, захваљујући Вукицином сведочењу, доспела је у штампу Француске, Велике Британије и других западних земаља.
Крајем 1935. Централни комитет КПЈ, који се тада налазио у Бечу, затражио је од партијских организација у земљи, да одређени број најбољих чланова КПЈ упуте на школовање у Москву. Београдска партијска организација изабрала је тада Вукицу Митровић као свог кандидата за одлазак на школовање. Било је то велико признање, од стране партијских другова, за пожртвовани рад у партијској техници, као и за херојско држање у полицији. Пут за Москву водио је преко Загреба, где се налазио илегални канал, преко кога је требала да добије пасош за даљи пут. Чекајући на документа потребна за путовање, становала је у Загребу, код једне другарице. Газдарица, код које су становале, пријавила их је полицији, јер је чула куцање на машини, па је помислила да раде нешто недозвољено. Након што су их ухапсили, загребачки полицајци су из Београда добили податке о Вукици, после чега су је теретили као штампарку, а њену другарицу као курирку. Како нису имали никаквих материјалних доказа за оптужбе, након четири дана малтретирања пустили су их из полиције, а Вукици запретили да одмах напусти Загреб. Убрзо потом, добила је потребна документа и отпутовала у Совјетски Савез, где је на Међународној лењинској школи у Москви слушала теоријска и друга предавања, на једној врсти семинара, у дужини од два до три месеца.

### Револуционарна активност 1936—1937.
Почетком 1936, након повратка са школовања из Москве, Вукица је поново радила у техници Месног комитета КПЈ за Београд. Поред рада у техници, обављала је и курирске послове, носећи поверљиву партијску пошту по унутрашњости Србије, а нарочито у Ваљево. На овим пословима, често је сарађивала са Милошем Матијевићем Мршом, са којим је распоређивала партијске материјале на разне пунктове по Београду, као и слала у Црну Гору, Македонију и Војводину. Често је сама, у коферима са дуплим дном и разним торбама са скривеним местима, разносила материјале. Како је била тиха и радна, али и веома спретна и поуздана, другови су јој дали ново илегално име „Шуња”. Пошто је након хапшења постала добро позната полицијским агентима, Вукица је морала да напусти рад у партијској техници и да пређе на рад у синдикат. Како се још пре хапшења, након што је изгубила посао дактилографкиње, запослила као помоћница код једне шнајдерке, била је одређена за рад у синдикату текстилних радника. У руководствима синдикатима, а посебно Уједињеног радничког синдикалног савеза Југославије (УРССЈ), већину су тада чинили социјалдемократи, али комунисти су почели постепено да преузимају синдикалне подружнице, јер су их радници због своје борбености све чешће бирали за радничке поверенике и чланове синдикалних одбора.
Заједно са Милошем Матијевићем, Лепом Стаменковић, Драшком Динићем, Трајком Стаменковићем, Андријом Хабушем и другима, била је члан актива, који је свакодневно, а посебно суботом и недељом, обилазио фабрике, растурао радничку штампу и популарну литературу и на тај начин се повезивао са радницима, који су позивани да се организују у синдикате, као и на радничке приредбе. Овај актив, организовао је и кружоке за проучавање марксистичке литературе. Вукица је заједно са другим чланицама КПЈ, посебно била ангажована на укључивању у синдикални покрет већег броја жена-радница. Сакупљала је материјалну помоћ за штампање листа Жена данас, који је покренула Комунистичка партија. Када је новембра и децембра 1936, полиција извршила велику провалу у партијску организацију Београда и похапсила већи број чланова КПЈ, међу којима и чланове Месног комитета КПЈ за Београд и Покрајинског комитета КПЈ за Србију. Вукица се налазила у групи неухапшених чланова, који су радили на повезивању преосталих чланова и настављању партијског рада. Како је КПЈ у Београду, тада имала већ разгранату мрежу организација и већи број симпатизера, залагањем неухапшених другова, брзо је дошло до обнављања партијске организације. Том приликом створено је ново партијско руководство, које је успело да преброди привремену дезорганизацију и које је марта 1937. прерасло у Месни комитета КПЈ за Београд, на чијем се челу налазила Вукица Митровић, док су чланови били — Иса Јовановић, Светозар Вукмановић и Љуба Миловановић.
Са само 25 година Вукица је стала на чело београдске организације КПЈ, у време када је Влада Милана Стојадиновића све више радила на приближавању Краљевине Југославије нацистичкој Немачкој и фашистичкој Италији, што је доводило до све чешћих сукоба између комунистичког револуционарног покрета и фашистичких група и организација. Руководство Комунистичке партије, тада је у Београду, али и целој земљи, у акцијама против владине унутрашње и спољне политике, створило снажан антифашистички покрет. Београд је тих дана био често поприште сукоба између комуниста и фашиста — 1. марта 1937. је демолиран Железнички дом у Сарајевској улици, где је била заказана конференција присталица Димитрија Љотића, а 25. марта су у Кнез Михаиловој улици организоване велике демонстрације против италијанског министра спољних послова грофа Ћана, који је био у посети Београду. Неколико дана касније, 5. априла организоване су масовне манифестације подршке председнику Чехословачке Едварду Бенешу, приликом његове посете Југославији. Током свих ових манифестација, долазило је до отвореног сукоба демонстраната са жандармеријом.
Маја 1937. обновљен је рад Покрајинског комитета КПЈ за Србију, у саставу — секретар Александар Ранковић, Милован Ђилас, Мома Марковић, Милош Матијевић Мрша и Вукица Митровић. Недуго потом, при Покрајинском комитету била је формирана Комисија за рад са женама, у коју су поред Вукице, биле укључене Митра Митровић и Добрила Карапанџић. Избор у руководство партијске организације у Србији, био је велико признање за њен дотадашњи револуционарни рад, али и представљао нове обавезе и задатке. Већ почетком јуна, дошло је до сукоба између студената и жандармерије, која је покушала да спречи демонстрације против немачког министра спољних послова Константина фон Нојрата, који је дошао у посету Београду. Децембра 1937. Вукица је руководила штрајком радника у „Београдској текстилној индустрији”, у коме је учествовало 950 радника.

### Народноослободилачка борба
Након окупације Краљевине Југославије, Вукица Митровић је у Београду радила на организовању оружане борбе против Немаца. Лично је била међу организаторима и извршиоцима низа борбених акција у престоници. Вукица је такође одржавала везу с Јанком Јанковићем у Специјалној полицији, а са мајком Милоша Матијевића организовала је слање хране и упутства ухапшеним комунистима који су се налазили у Специјалној полицији. Осим задатака које је обављала за Месни комитет КПЈ за Београд и Покрајински комитет, у њена задужења су улазили и политички рад и организовање рејонских комитета Партије у Београду.
Док је са Давидом Пајићем, 6. октобра 1941. године, ишла на састанак Месног комитета, дошло је до сукоба са полицијом, ком приликом је тешко рањена и ухваћена, а Давид Пајић је убијен.
Полицајци нису били свесни да су ухватили важног партијског активисту. У затвору је мучена али није проговорила и осуђена је на смрт. У логор на Бањици је пребачена 16. децембра, а већ сутрадан је са групом комуниста стрељана. На стрељање је изнета на носилима јер су јој ноге биле поломљене.

## Народни херој
Одлуком Председништва Антифашистичког већа народног ослобођења Југославије (АВНОЈ), а на предлог маршала Југославије Јосипа Броза Тита, на дан капитулације Трећег рајха 9. маја 1945. године за „осведочена херојска дела на бојном пољу” Вукица Митровић проглашена је за народног хероја Југославије. Истом одлуком, за народне хероје проглашена је група партијских радника из Србије, међу којима су били — Бранко Крсмановић, Милан Благојевић, Ратко Павловић Ћићко, Милинко Кушић, Вељко Дугошевић и Вукицин саборац Ђуро Стругар.
Поводом вести о хапшењу и страдању Вукице Митровић (Врховни штаб НОПОЈ добио је погрешну информацију да је Вукица погинула, заједно са Давидом Пајићем, приликом хапшења) и њеног брата Ратка (Врховни штаб тада није имао податке о његовој издајничкој делатности), Врховни штаб донео је одлуку о одмазди над 20 лица који су били оптужени за сарадњу са окупатором. Ова одлука објављена је у „Билтену Врховног штаба“ бр 9 од 9. октобра 1941. у одељку „Казне над народним непријатељима”:
| „ | Услед зверског уморства другарице Вукице Митровић и њеног брата Ратка Митровића, као и неколико других српских родољуба, од стране немачких и Недићевих лупежа, партизански суд је за одмазду осудио на смрт 20 непријатеља народа између којих и следећа лица: Градимира Дринчића, шефа полицијских агената, који је био послат у Мачву од стране Немаца да организује убиство српских народних бораца, шпијуна Дулића и његову жену, као и шпијунку Бојану Јунузовић и друге. Над свим тим лицима извршена је смртна казна. | ” |

У време постојања Социјалистичке Федеративне Републике Југославије, Вукица Митровић сврставана у ред најистакнутијих бораца Народноослободилачког рата у Београду, а њено име носиле су многе улице, основне школе, пионирски одреди, омладинске радне бригаде и др. Основна школа у београдском насељу Миријево носила је њено име до 2002. када је угашена, након чега су колектив школе и ђаци припојени основној школи „Деспот Стефан Лазаревић”, а у зграду школе се уселила Седма београдска гимназија. Године 1976. у Апатину, испред предузећа за производњу чарапа, које је носило њено име, постављена јој је спомен-биста, рад вајара Н. Таталовића. Биста је маја 2012. пренета на Трг Николе Тесле, у центру Апатина, где се налази заједно са бистама народних хероја — Марка Орешковића, Раде Кончара, Миће Радаковића, Ђоке Јованића и Лазе Радаковића.
Њено име данас носе — Културно-уметничко друштво „Вукица Митровић” из Београда, основано 1952, Предшколска установа „Вукица Митровић” у Лесковцу, као и десет улица на територији Републике Србије (Апатин, Бачка Паланка, Београд, Врање, Крагујевац, Књажевац, Сомбор и др) и две улице на територији Републике Црне Горе (Подгорица и Свети Стефан). По њој је назван Стари погон фабрике чарапа „Вукица Митровић“.